# ミハイル・グネーシン
ミハイル・ファビアノヴィチ・グネーシン（ラテン文字転写：Mikhail Fabianovitch Gnes；ロシア語: Михаи́л Фабиа́нович Гне́син, 1883年2月2日 ロストフ・ナ・ドヌ - 1957年5月5日 モスクワ）はロシアの作曲家、ソ連の音楽教育家。ユダヤ系。姉エレーナ・グネーシナはピアノ曲の作曲家で、1893年（1895年説あり）にほかの二人の姉妹と共同で、モスクワに私立の音楽学校（グネーシン音楽院）を設立した。

## 経歴
生い立ち

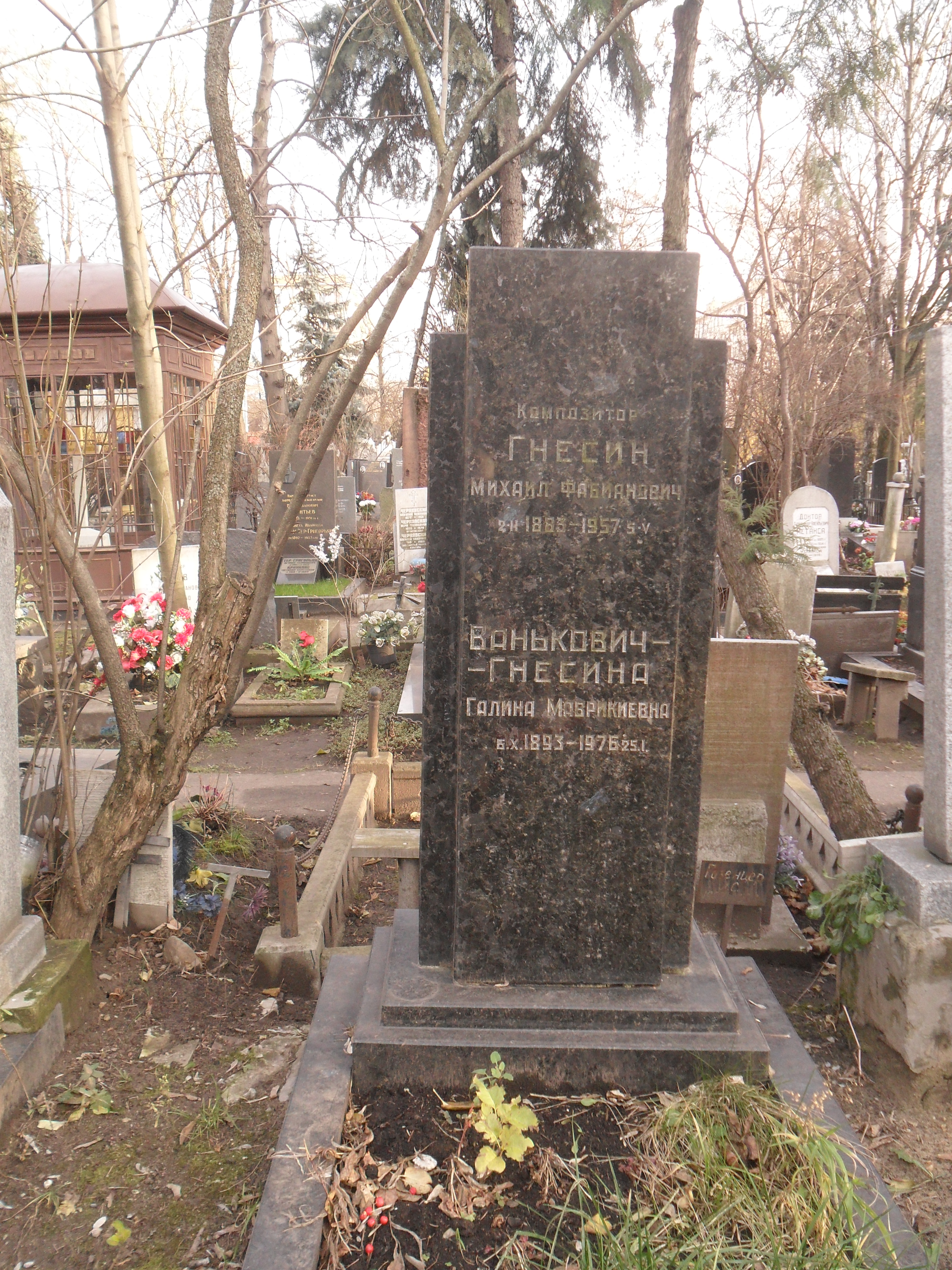
モスクワのノヴォデヴィチ墓地にある墓

1883年、ロシア帝国・ロストフ・ナ・ドヌで生まれた。1899年よりモスクワでゲオルギー・コニュスに学んだ後、1901年から1909年までサンクトペテルブルクでリムスキー＝コルサコフやリャードフ、グラズノフに師事。その後、ドイツに留学した。
音楽家として
1911年からエカテリノダール（1913年まで）やロストフ（1921年まで）で教壇に立つ。パレスチナに民俗音楽の調査に出向いた後、1923年から1935年まで姉の設立したグネーシン音楽院で作曲を教えた。スターリン時代になって市民の自由が奪われるようになると、教育活動に専念して実質的に作曲界の第一線から退いた。
1944年までレニングラード音楽院で教鞭を執った後、モスクワに戻り、姉の設立した音楽学校を改組し、グネーシン特別音楽学校に発展させ、1951年まで教鞭に立った。同時に、モスクワ音楽院でも教授を務めた。
1957年、モスクワにて死去。モスクワ近郊のノヴォデヴィチ墓地に眠っている。
門人
主な門人には、ハチャトゥリャンやフレンニコフらがいる。

## 音楽と作曲作品について
グネーシンはロシア帝国末期からレーニンの治世にかけて、リムスキー＝コルサコフの影響下にサンクトペテルブルクで興された、ユダヤ民族楽派の一員として活躍した。これは、チャイコフスキーやロシア五人組がスラヴの民族音楽を用いて残したのと同じ業績を、ユダヤ系の民族音楽を用いて成就しようと意気込む若手ユダヤ人作曲家の集団だった。だがグネーシンの作風は、当時の盟友ヨシフ・アクロンらに比べて民族音楽の外面的な利用に慎重であり、ユダヤ的な要素よりも、旋律の性格においてラフマニノフの、また和声の探求においてスクリャービンの影響が大きい。文学的にも、ユダヤ的な題材より、ギリシャ神話や同時代の象徴主義文芸に強く惹かれていた。
1920年代にシオニズムの影響を受けパレスチナにフィールドワークに向かったが、韻律的でメリスマを多用する旋律法や、拍節感を排した自由リズムによる（五線譜を用いない）奇異な記譜法を除けば、民族音楽からほとんど影響を受けなかった。
主な作品に、管弦楽曲やオーケストラ伴奏合唱曲、室内楽曲、ピアノ曲、声楽曲（歌曲・合唱曲）、舞台音楽、民謡編曲など。器楽曲のごく一部は、Arte Nova Recordsの“Russian Futurism”と題されたアルバムに収録されており、グネーシンの穏健な作風を示している。

## 作曲作品
- シェリーによる交響的断章 作品4
- 架空の町のユダヤ人オーケストラ 作品41
- Trauertänze für Orchester
- チェロと管弦楽のための《バラード》
- 合唱と管弦楽のための《交響的記念碑》
- 声楽と管弦楽のための《ディテュラムボス（バッカス賛歌）》
- ピアノ五重奏のための鎮魂歌 作品11
- 弦楽六重奏のための《アディゲヤ》作品48
- 弦楽四重奏のための《ヘブライ民謡による変奏曲》
- ハープと弦楽四重奏のための《さすらえる騎士の歌》作品28
- ピアノ三重奏曲 作品38
- ピアノ三重奏のための《牧歌的哀歌》
- ピアノ三重奏のための《バラード》
- 合唱のためのカンタータ《赤軍》